# Щедраков Павло Сергійович
Павло Сергійович Щедраков (нар. 17 січня 1985) — український футболіст, захисник. По завершенні ігрової кар'єри — футбольний тренер.

## Біографія
В ДЮФЛ виступав за ДЮФК «Каскад» (м. Славутич, Київська область). 
Перший тренер — Олег Анатолійович Трухан.
В Дитячо-юнацькій футбольній лізі зіграв 66 ігор та забив 4 голи.
- Юнацька першість України з футболу 1998-1999 рр. (Група 6);
- Юнацька першість України з футболу 1999-2000рр.(Гр 1 Старші);
- Юнацька першість України з футболу 2000-2001 рр.(Група 01);
- Першість України  2001-02 рр. Перша ліга  U-17 ГРУПА 1.

У сезоні 2003/04 грав за другу команду «Борисфена» у другій лізі, також зіграв один матч за «Борекс-Борисфен» (Бородянка) в першій лізі. З сезону 2004/05 виступає в чернігівській «Десні», перший матч у складі якої зіграв 2 квітня 2005 проти команди «Гірник-спорт» (1:0). 2006 року команда зайняла перше місце в групі А другої ліги і повернулася в першу лігу. Навесні 2008 року Щедраков був включений сайтом Football.ua до списку найперспективніших гравців першої ліги.
Влітку 2009 року став гравцем «Кримтеплиці», а 2011 року перейшов в ужгородську «Говерлу-Закарпаття». Протягом сезону 2011/12, в якому «Говерла-Закарпаття» виграла першу лігу, потрапляв у символічні збірні 6, 10, 23, 26, 32 турів та всього сезону за версією сайту Football.ua. У сезоні 2012/2013 грав у Прем'єр-лізі Чемпіонату України. 
У липні 2013 року повернувся в «Десну». Під час сезону 2013/14 включений в символічну збірну 3 туру Ліги 1 за версією Football.ua. В березні 2018 перейшов до Полісся, де виступатиме до кінця сезону.
Влітку 2018 року завершив ігрову кар'єру і став одним із тренерів у молодіжній команді «Десна Ю-21».

## Досягнення
- Переможець першої ліги: 2012.
- Переможець другої ліги: 2006.
- Срібний призер другої ліги: 2005.